# Antun Lokošek
Antun Lokošek (Celje, 1920. – Split, 1994.), hrvatski nogometaš, hrvatski reprezentativac i trener. Kao igrač bio je borben, dobar tehničar i graditelj igre.

## Klupska karijera
Igrao je za  osječku Slaviju i varaždinski Zagorac. Od 1943. do 1945. godine nastupa za zagrebački  Građanski, od 1945. do 1947. za splitski Hajduk, od 1947. do 1948. za zemunska Naša krila, od 1948. do 1950. za zagrebačku Lokomotivu, a od 1951. do 1953. za riječki Kvarner.
Statistika u Hajduku
| Natjecanje        | Nastupi | Zgoditci |
| ----------------- | ------- | -------- |
| Prvenstvo         | 39      | 8        |
| Kup               | 0       | 0        |
| Superkup          | 0       | 0        |
| Međunarodne       | 0       | 0        |
| Splitski podsavez | 0       | 0        |
| Ukupno            | 39      | 8        |
| Prijateljske      | 70      | 23       |
| Sveukupno         | 109     | 31       |

## Reprezentativna karijera
Za hrvatsku nogometnu reprezentaciju odigrao je samo jednu utakmicu, protiv Slovačke u Zagrebu 9. travnja 1944. godine, na kojoj je postigao jedan pogodak.

## Trenerska karijera
Nakon igračke karijere bio je trener Orkana iz Dugog Rata, te Jugovinila iz Kaštel Gomilice.